# Choryński
Choryński – herb szlachecki

## Opis herbu
W polu złotym dwa rogi bawole, prawy czarny, z trzema kleszczami srebrnymi rakowemi z boku, lewy srebrny z kleszczami czarnymi.
Klejnot samo godło.

## Herbowni
Choryński (herb własny)